# Shaurya (misil)
Shaurya (IAST: shāurya, que significa 'Valentía') es un misil balístico táctico tierra-tierra hipersónico a través de un  sistema de lanzamiento vertical desarrollado por la Organización de Investigación y Desarrollo de Defensa (DRDO) para uso de las Fuerzas Armadas de India. Tiene un alcance de 700 a 1900 km (430 a 1180 millas) y es capaz de transportar una carga útil de 200 a 1000 kg (440 a 2200 lb) de ojivas convencionales o nucleares. Proporciona el potencial de atacar a muy larga distancia contra cualquier adversario.